# Хрвати у Аргентини
Хрвати у Аргентини (шп. Croatas en Argentina) су грађани Аргентине хрватског порекла или људи рођени у Хрватској који живе у Аргентини. Хрвати и њихови потомци настанили су се у Буенос Ајресу, истоименој провинцији, Санта Фе, Кордоби, Чаку и Патагонији. Аргентинци хрватског порекла броје преко 250.000.

## Историја
На крају 19. и почетком 20. века било је 133 насеља, с око 120 000 Хрвата у Аргентини, углавном пореклом из приморских регија Далмације и Хрватског приморја, који су били међу првим европским имигрантима који су се населили у аргентинским пампама. Пионире са острва Хвара пратили су емигранти из других крајева Далмације и других земаља насељеним Хрватима, углавном данашње Хрватске.
Финансијски најуспешнији од свих Хрвата у Аргентини био је и један од првих који су стигли: Никола Михановић је дошао у Монтевидео, Уругвај 1867. године, и, настанивши се у Буенос Ајресу, Михановић је до 1909. године поседовао 350 разних пловила, укључујући 82 парњака. До 1918. године запошљавао је 5.000 људи, углавном из родне Далмације. Стога је Михановић сам по себи био главни фактор у изградњи хрватске заједнице која је до данас остала првенствено далматинска.
Други талас имиграције Хрвата био је далеко бројнији, до 1939. године износио је 15.000. Углавном сељаци, ти имигранти су обрађивали земљу у провинцијама Буенос Ајрес, Санта Фе, Чако и Патагонији. Овај талас пратило је многобројно свештенство да задовољи њихове духовне потребе, посебно фрањевци.
Ако су прва два таласа била првенствено економска, трећи талас након Другог светског рата био је изузетно политички. Отприлике 20.000 хрватских политичких емиграната, углавном Усташа (међу њима и Анте Павелић), дошло је у Аргентину, а већина су постали грађевински радници на Пероновим пројектима јавних радова док нису научили шпански језик. Аргентина данас има трећи највећи број Хрвата или људи хрватског порекла на свету.